# Haplinis
Haplinis là một chi nhện trong họ Linyphiidae.